# Tricorn Centre
El Tricorn Center era un complejo de tiendas, discotecas y aparcamientos en Portsmouth, Hampshire, Inglaterra. Fue diseñado en el estilo brutalista por Owen Luder y Rodney Gordon. Tomaba su nombre de la forma del sitio que desde el aire se asemeja a un sombrero tricornio. Construido a mediados de la década de 1960, fue demolido en 2004. Fue la sede de una de las primeras Virgin Megastores y albergó el estadio Laser Quest más grande de Europa.
El centro fue un conocido ejemplo de la arquitectura de los años 1960, y en la década de 1980 fue votado como el tercer edificio más feo del Reino Unido. En 2001, los oyentes de BBC Radio 4 lo votaron como el edificio más odiado del Reino Unido, y Carlos de Gales lo describió como "un bulto mohoso de excrementos de elefante", aunque fue muy admirado por otros, que lo vieron como un ejemplo insustituible de arquitectura brutalista. La demolición del Tricornio comenzó el 24 de marzo de 2004 y duró aproximadamente nueve meses. A 2020 , el sitio es un aparcamiento a nivel del suelo para el centro de la ciudad.

## Construcción y apertura
Inaugurado en 1966, el centro fue un intento de revitalizar Portsmouth, lo que le costó al ayuntamiento 2 millones de libras. Originalmente llamado 'la Casbah' por sus creadores, fue diseñado deliberadamente con grandes cantidades de superficies en blanco con la expectativa de que los inquilinos proporcionaran el color y el carácter a través de sus letreros y fachadas de tiendas. 
Se esperaba que las tiendas premium ocuparan el centro, pero como el centro no estaba conectado al centro de la ciudad de Portsmouth, estas tiendas nunca se mudaron. En cambio, las unidades se alquilaron a tiendas más pequeñas. Además de los pequeños comerciantes, los inquilinos incluían un supermercado y dos bares. En 1967, el sitio recibió un reconocimiento del Civic Trust.

## Negocios en el Tricornio
Con el fracaso de una tienda grande para mudarse, la mayoría de las tiendas eran pequeños comerciantes de varios tipos, incluidos comerciantes del mercado con una variedad de puestos. También había un supermercado Fine Fare. El consejo logró que el mercado de frutas y verduras se moviera de Commercial Road, pero pronto hubo quejas. Se encontró que las condiciones eran oscuras, húmedas y mal ventiladas. acceso también fue un problema debido a que los camiones tenían dificultades para llegar al mercado a través de las rampas en espiral.

### Pubs
Dos pubs, The Casbah y The Golden Bell, se ubicaron dentro del Tricorn Center. Fueron inaugurados oficialmente el 31 de agosto de 1966. También había un club de música en vivo, originalmente llamado Tricorn Club, luego renombrado Granny's y posteriormente Basins, que albergaba actuaciones en vivo de Marc Bolan, Slade, Mud, The Sweet, Status Quo, Mary Wells, Edwin Starr, 10,000 Maniacs y Vinegar Joe.

### Pisos
El centro incluía ocho pisos. Aunque inicialmente era popular entre algunos residentes, los apartamentos sufrían de techos mal construidos y paredes con goteras. marzo de 1979, sólo quedaba un inquilino y los pisos fueron tapiados más tarde.

## Demolición

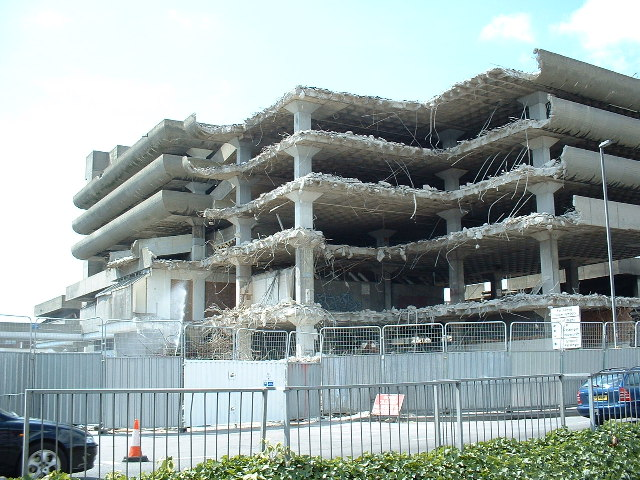
Demolición del Centro Tricorn, julio de 2004

En los años 1990 hubo algunos intentos fallidos de inscribir el edificio entre los ejemplos de arquitectura brutalista. A su vez, el clima costero húmedo de Portsmouth elevó considerablmente los costos de una renovaciòn. El acero estructural dentro del hormigón comenzó a oxidarse, lo que provocó la expansión del hormigón y, en algunas secciones, empezaron a crecer pequeñas estalactitas en las repisas. Los que se oponían a la demolición argumentaron que la estructura, aunque mal mantenida, se podía salvar con un plan urbano a largo plazo.
El Ayuntamiento de Portsmouth deliberó sobre la demolición del centro durante muchos años; sin embargo, el bloque de estacionamiento de automóviles de diseño único, que proporcionó 400 espacios de estacionamiento, fue demasiado útil para que la ciudad lo destruyera hasta 2004. El sitio ahora está ocupado por un aparcamiento al aire libre a nivel del suelo.
Sin embargo, el gobierno y la opinión pública opinaron que el edificio se había deteriorado demasiado y había atraído una reputación tan mala que la única opción era reemplazarlo. El ensayista Jonathan Meades comentó: "No vas a derribar Stonehenge o la catedral de Lincoln. Creo que edificios como el Tricorn eran tan buenos como eso. Eran grandes monumentos de una época".